# Македонски гущер
Македонският гущер (Podarcis erhardii) е вид гущер, срещащ се в южната част на Балканския полуостров, включително и в България.

## Разпространение и местообитания
Македонският гущер е разпространен в южните части на Балканския полуостров, от Северен Пелопонес на юг до Северна Албания, северната част на Северна Македония и южната третина на България на север. Среща се и на островите в Егейско море и на остров Крит. В България е разпространен подвидът P. e. riveti – в долината на Струма до Кочериново на север и в района на Свиленград, Ивайловград и Кърджали.

## Описание
Дължината на тялото му е около 7 cm, а опашката е два пъти по-дълга. Главата е сравнително широка, а кожата е гладка. Цветът и шарките варират значително в рамките на вида. Основният цвят обикновено е сив или кафяв, понякога зелен. Женските често имат ивици. Отстрани две бели ивици са оградени от черни ивици или поредици от петна, а в средата на гърба може да има тъмна линия. Някои мъжки имат мрежести шарки, при които се смесват надлъжни и напречни линии и отделни петна. Коремът, а често и гърлото, са бели, жълти, оранжеви или червени, а на егейските острови – също зелени, сини или сиви.
Македонският гущер предпочита сухи и скалисти места с гъсти ниски храсти. По островите в Егейско море се среща и на открити места, като пясъчни дюни.

## Среда на живот
Македонският гущер се катери много добре. Активен е през деня. Снася 2 – 4 яйца в края на май или началото на юни, като е възможно де снесе още веднъж около месец по-късно. Малките се излюпват през септември, като първоначално дължината им е 3 cm, а цветът им е като при възрастните. Периодът от ноември до февруари прекарва в зимен сън.

## Храна
Храни се с членестоноги, най-вече насекоми.